# استفان دیمیتروف (وزنه‌بردار)
استفان دیمیتروف (انگلیسی: Stefan Dimitrov; ۹ دسامبر ۱۹۵۷ – ۰ ژوئن ۲۰۱۱) وزنه‌بردار اهل بلغارستان بود.